# 1802年ヘルヴェティア共和国憲法国民投票
ヘルヴェティア共和国憲法国民投票（ヘルヴェティアきょうわこくけんぽうこくみんとうひょう）は、1802年5月25日、が行われた。

## 概要
前回の1798年ヘルヴェティア共和国憲法国民投票で採択された憲法と違い、「マルメゾン憲法」と呼ばれる新憲法では国民投票に関する規定がなかった。憲法が国民投票で拒否されないよう、投票しなかった有権者は賛成として計算された。その結果、憲法草案は賛成72.17%で通過した。

## 結果
| 投票                   | 票数    | 割合 (%) |
| ---------------------- | ------- | -------- |
| 賛成                   | 239,625 | 72.17    |
| 反対                   | 92,423  | 27.83    |
| 無効票、白票           | 0       | –        |
| 合計                   | 332,048 | 100      |
| 有権者数/投票率        | 332,048 | 100      |
| 出典: Direct Democracy |         |          |